# Nicolai Baboglu
Nicolai Baboglu (în găgăuză Nikolay Baboglu; n. 2 mai 1928, Copceac, RSS Moldovenească, URSS – d. 26 august 2008, Chișinău, Republica Moldova) a fost un poet, scriitor, traducător și profesor sovietic și moldovean de etnie găgăuză. Alături de Dionis Tanasoglu este considerat drept unul dintre cei mai importanți reprezentanți ai prozei găgăuze.

## Biografie
S-a născut în satul Tătar Copceac din județul Cahul, Basarabia (România interbelică), într-o familie de țărani găgăuzi. După ce a studiat la Școala de Pedagogie din Cahul și Facultatea de „Limbă moldovenească” a Universității de Stat din Chișinău, a lucrat ca profesor mulți ani și a fost ministru adjunct al educației în Moldova.
A început să se angajeze într-o activitate literară sistematică la începutul anilor 1950. Primele sale experimente poetice nu s-au remarcat însă prea mult printre poeziile sovietice similare din acea perioadă. Printre lucrările sale ulterioare, mai cunoscute, se numără: povestirea „Garoafele au înflorit din nou” (Гвоздики расцвели вновь), colecțiile de poezii „Cântecele meleagului natal” (Песни родного края) și piesa „Lumânări pentru sănătate” (Свечи за здоровье). A scris, de asemenea, articole în ziare și reviste și efectuat cercetări despre literatura și limba găgăuză.
A efectuat o serie de traduceri ale scriitorilor ruși, români și moldoveni (lucrări ale unor autori precum Pușkin, Lermontov, Șolohov, Turgheniev, Eminescu, Creangă, Bucov și alții).